# Melenci
Melenci (serbisch-kyrillisch Меленци, ungarisch Melence, deutsch Melenze) ist ein Ort im serbischen Banat und gehört zum Verwaltungsgebiet der Stadt Zrenjanin.

## Demografie
In Melenci leben nach einer Volkszählung aus dem Jahr 2002 insgesamt 5383 volljährige Personen in 2269 Haushalten. Das Durchschnittsalter der Einwohner liegt bei 40 Jahren (38,4 bei der männlichen und 41,6 bei der weiblichen Bevölkerung). Das Dorf hat eine serbische Mehrheit und verzeichnet eine kontinuierlich sinkende Einwohnerzahl.
| Bevölkerungsentwicklung |           |
| Jahr                    | Einwohner |
| 1948                    | 8447      |
| 1953                    | 8363      |
| 1961                    | 8254      |
| 1971                    | 8008      |
| 1981                    | 7685      |
| 1991                    | 7134      |
| 2002                    | 6737      |
| 2011                    | 5982      |